# Villez-sur-le-Neubourg
Villez-sur-le-Neubourg é uma comuna francesa na região administrativa da Normandia, no departamento de Eure. Estende-se por uma área de 4,8 km². Em 2010 a comuna tinha 288 habitantes (densidade: 60 hab./km²).